# Caroline Ellison
Caroline Ellison (* 1994 in Boston, Massachusetts) ist eine ehemalige US-amerikanische Managerin. Sie war CEO von Alameda Research, einem von Sam Bankman-Fried gegründeten Handelsunternehmen für Kryptowährungen. Laut Quellen soll Alameda Research der Kryptowährungsbörse FTX 10 Milliarden Dollar an Geldern schulden. Die Quelle sagte, FTX habe der Handelsfirma Geld aus Kundeneinlagen von FTX geliehen. Ellison wurde von ihrer Position entlassen, nachdem FTX und Alameda Konkurs angemeldet hatten.

## Leben
Ellison ist die Tochter von Glenn Ellison, einem Professor für Wirtschaftswissenschaften am Massachusetts Institute of Technology (MIT), der ihr Mathematik-Team trainierte, als sie eine Mittelschülerin war, und Sara Fisher Ellison, ebenfalls Wirtschaftswissenschaftlerin am MIT. Sie wuchs in den Vororten von Boston auf. Als Highschool-Schülerin besuchte sie die Newton North High School und vertrat die USA 2011 bei der Internationalen Linguistik-Olympiade 2011. 2012 erhielt sie ein National Merit Scholarship. Ellison schloss ihr Studium an der Stanford University 2016 mit einem Bachelor-Abschluss in Mathematik ab. Während ihres Studiums in Stanford gehörte sie bei den William Lowell Putnam-Wettbewerben 2013, 2014 und 2015 zu den 500 besten Studenten.
Nach ihrem Abschluss arbeitete Ellison für das Tradingunternehmen Jane Street, wo sie Sam Bankman-Fried kennenlernte. Ellison verbrachte 19 Monate als Junior Trader bei Jane Street. Ellison kam im März 2018 zu Alameda Research. Im Oktober 2021 wurde sie zusammen mit Sam Trabucco Co-CEO. Im August 2022 wurde sie alleinige CEO von Alameda Research, nachdem Trabucco zurückgetreten war. Am 6. November 2022, nachdem CoinDesk Bedenken bezüglich der Bilanz von Alameda Research und seiner Beziehung zu FTX geäußert hatte, behauptete Ellison, dass die kursierenden Bilanzinformationen nur einen Teil der Vermögenswerte von Alameda enthielten und dass die Firma über mehr als 10 Milliarden Dollar an zusätzlichen Vermögenswerten verfüge. Anonymen Quellen zufolge, die vom Wall Street Journal und der New York Times zitiert wurden, nahm Ellison am 9. November 2022 an einer Videobesprechung mit Angestellten teil, bei der sie zugab, dass FTX Kundengelder verwendete, um Alameda bei der Erfüllung seiner Verbindlichkeiten zu helfen, und dass sie, Bankman-Fried und zwei weitere FTX-Führungskräfte, Nishad Singh und Gary Wang, sich dessen bewusst waren.
Ellison wurde von John J. Ray III entlassen, nachdem FTX, Alameda Research und über 100 verbundene Unternehmen Insolvenz nach Chapter 11 angemeldet hatten. Nach der Insolvenz von FTX und Alameda wurden extreme Mängel bei der Buchhaltung und dem Risikomanagement bei beiden Unternehmen bekannt. Am 18. Dezember 2023 bekannte sich Ellison im Southern District of New York im Rahmen einer Verständigung des Betrugs schuldig und wurde Zeugin im Prozess gegen Bankman-Fried. Am 24. September 2024 wurde Ellison zu einer Haftstrafe von zwei Jahren Gefängnis verurteilt.

## Persönliches
Ehemaligen Mitarbeitern von FTX und Alameda zufolge hatte Ellison eine intime Beziehung mit Sam Bankman-Fried, dem CEO von FTX. In ihrem Tumblr-Blog schrieb sie, dass sie Polyamorie erforscht habe.
Ellison spendete Geld an den FTX Future Fund, um philanthropische Bestrebungen nach den Prinzipien des effektiven Altruismus zu finanzieren.

## Auszeichnungen
- 2022: Aufgenommen in die Forbes 30 Under 30 – Nordamerika – Finanzen[21]